# Стоян Сейменов
Стоян Петков Сейменов е български политически офицер, генерал-майор.

## Биография
Роден е на 30 или 31 декември 1925 г. в Панагюрище. От 1939 г. учи в местната гимназия. През 1943 г. е арестуван в гимназията като член на РМС. Осъден е на 15 години затвор. От 1943 до 1944 г. е политически затворник. През 1945 г. постъпва в Агрономическия факултет на Софийския университет. На следващата година е задължен да стане секретар на Градския комитет на РМС в Панагюрище. От 1947 г. учи офицерски курс. От януари 1951 г. до 1953 г. е заместник-началник по политическата част на първо софийско окръжие. Между 1953 и 1955 г. учи във Военно-политическа академия. След това е назначен за инструктор в Главното политическо управление на българската народна армия (Гл. Пуна). От 1957 до 1962 г. е старши инструктор там. От 1966 до 1969 г. е последователно заместник-началник и началник на политическия отдел на първа мотострелкова дивизия. В периода 1969 – 1974 г. е началник на отдел „Пропаганда и агитация“ на Гл. Пуна. Бил е началник на политическия отдел на Транспортни войски (1974 – 1982) и на политическия отдел на Гражданската отбрана и член на Военния съвет (1982 – 1985). От 1985 до 1990 г. е заместник-началник на Военната академия. От 1977 г. е генерал-майор. Умира на 27 юли 2012 г. в Панагюрище.

## Книги
- Майор Никола Савов Мареков, Държавно военно издателство, 1961
- Внукът на войводата, 1966
- Прекъснат полет, Изд. Народна младеж, 1974
- Преди изгрева, Военно издателство, 1982
- История на Панагюрската околийска организация на Българската социалистическа партия. Част 1: 1894 – 1945 г., Колегиум ВМФ, 2005
- Панагюрският край през Втората световна война (1939 – 1945 г.), ВМФ, 2006